# Myers Brothers 250 1965
Myers Brothers 250 1965 var ett stockcarlopp ingående i Nascar Grand National Series (nuvarande Nascar Cup Series) som kördes 28 augusti 1965 på den 0,250 mile (402,3 meter) långa ovalbanan Bowman Gray Stadium i Winston-Salem i North Carolina. Totalt avverkades 62,5 miles (100,584 km) fördelat på 250 varv. Banunderlaget var asfalt. Loppet vanns av Junior Johnson i en Ford ägd av Johnson själv på tiden 1:20.25. Johnsons snitthastighet var 46,632 mph. Han var vid målgång ensam förare på ledarvarvet, fyra varv före tvåan Richard Petty. Prispotten uppgick till 4 740 dollar, varav 1 000 dollar gick till segraren.
Loppet är uppkallat efter Bobby Myers som omkom i en krasch på Darlington Raceway 2 september 1957 och hans äldre bror Billy Myers som dog i en hjärtinfarkt under ett lopp på Bowman Gray Stadium 12 april 1958.

## Resultat
| Plc     | Nr | Förare          | Team/ bilägare           | Konstruktör | Start | Varv | Ledda varv |
| ------- | -- | --------------- | ------------------------ | ----------- | ----- | ---- | ---------- |
| 1       | 26 | Junior Johnson  | Banjo Matthews           | Ford        | 2     | 250  | 249        |
| 2       | 43 | Richard Petty   | Petty Enterprises        | Plymouth    | 1     | 246  | 1          |
| 3       | 29 | Dick Hutcherson | Holman Moody             | Ford        | 3     | 245  | 0          |
| 4       | 11 | Ned Jarrett     | Bondy Long               | Ford        | 6     | 243  | 0          |
| 5       | 06 | Cale Yarborough | Kenny Myler              | Ford        | 7     | 240  | 0          |
| 6       | 02 | Fred Harb       | Cliff Stewart Racing     | Pontiac     | 5     | 238  | 0          |
| 7       | 23 | Buren Skeen     | Reid Shaw                | Ford        | 8     | 234  | 0          |
| 8       | 89 | Neil Castles    | Buck Baker Racing        | Oldsmobile  | 15    | 231  | 0          |
| 9       | 20 | Clyde Lynn      | Negre Racing             | Ford        | 10    | 230  | 0          |
| 10      | 68 | Bob Derrington  | Bob Derrington           | Ford        | 14    | 225  | 0          |
| 11      | 52 | E.J. Trivette   | Jess Potter              | Ford        | 12    | 217  | 0          |
| 12      | 84 | Elmo Langley    | Langley-Woodfield Racing | Ford        | 11    | 136  | 0          |
| 13      | 38 | Wayne Smith     | Archie Smith             | Chevrolet   | 13    | 62   | 0          |
| 14      | 80 | G.T. Nolan      | Allen McMillion          | Pontiac     | 16    | 59   | 0          |
| 15      | 99 | Darrell Bryant  | Gene Hobby               | Dodge       | 17    | 44   | 0          |
| 16      | 34 | Wendell Scott   | Scott Racing             | Ford        | 9     | 34   | 0          |
| 17      | 59 | Tom Pistone     | Glen Sweet               | Ford        | 4     | 4    | 0          |
| 18      | 64 | Buddy Baker     | Langley-Woodfield Racing | Ford        | 20    | 3    | 0          |
| 19      | 97 | Henley Gray     | Gene Cline               | Ford        | 18    | 3    | 0          |
| 20      | 53 | Jimmy Helms     | David Warren             | Ford        | 19    | 2    | 0          |
| Källor: |    |                 |                          |             |       |      |            |